# Impromptu
Ein Impromptu [ɛ̃prɔ̃'ty:] (französisch aus dem Stegreif, überraschend) ist ein kleineres Musikstück in der Instrumentalmusik; hauptsächlich Klaviermusik.
Das Impromptu ist regelmäßig an einen festen musikalischen Aufbau gebunden, der an das Rondo oder die barocke Da-capo-Arie erinnert: Dem ersten Thema folgt ein Mittelteil, nach dem das erste Thema unverändert wiederholt wird (a–b–a = die dreiteilige Liedform).
Zu den Komponisten, die sich mit dieser Musikform beschäftigt und berühmte Impromptus geschrieben haben, zählen u. a. Robert Schumann, Alexander Skrjabin, Frédéric Chopin und Franz Schubert. Bekannt sind die acht Impromptus (zwei Zyklen, D 899 (op. 90) und D 935 (op. 142), mit jeweils vier Stücken) von Franz Schubert. Komponisten von Impromptus für Gitarre sind Richard Rodney Bennett und Bruno Szordikowski (* 1944). Von Alexander Arutjunjan gibt es ein Impromptu für Violoncello und Klavier.